# Go-stop
Go-stop（韓語：고스톱）或稱五鳥（韓語：고도리）是一種兩人或三人玩的花札遊戲，其規則與來來（Koi-koi）較為相似但更為複雜。與Koi-koi相比，其點數通常更高，得分點也更多，更易激起玩家的賭意。該遊戲在韓國頗為流行，其中兩人玩的Go-stop特稱為Matgo（韓語：맞고），中国延边地区又称为“画图”（韓語：화투/花鬪，即花札的朝鮮語叫法）。
與“Koi-koi”一樣，這個遊戲的目的是將牌配對為一些特別組合，以獲得點數。獲得點數的方式有兩種：將手上的牌與檯面上的牌配對，以及抽牌來配對。在Go-stop中，如果獲得3點或3點以上（兩人玩時需7點或7點以上），可以喊出Stop結束這一局來獲得點數，或者是喊出Go以期繼續獲得更多點數。卡片所代表的點數不會影響到成績，只需要計算配對出來的組合的點數。理論上，Go-stop的最高點數為133120點（對方玩家各只得到一枚1點牌的情況下）。
以下主要介紹3人Go-stop的玩法。

## 發牌
莊家（朝鮮語稱為“선”，先）於遊戲開始前決定，一般使用花札的規則，每位玩家從牌堆中隨意抽出一張牌，如果抽到的牌是較晚的月份就成為莊家。莊家將牌洗好後交給其右側的玩家，該玩家將牌平均分成3疊，互相交換位置後再交給莊家。
莊家隨後開始發牌，一開始會發27張牌，發給3人各7張（蓋牌），檯面上6張（開牌）。一般的順序是先發3張檯面牌，然後給3人各發4張牌，再發3張檯面牌，然後給3人各發3張牌。其餘的牌放置旁邊作為抽牌的牌堆使用，然後由莊家開始玩。兩人玩時則兩名玩家各拿10張牌，檯面上8張牌，其餘放置旁邊作為牌堆。

## 玩法
出牌時從莊家開始，以逆時針方向輪流進行。
在每個玩家的回合，如果手中和檯面上有相同月份的牌，則將手上的牌與檯面上同月份的牌作配對，然後將配對好的兩張牌放到自己的點數牌堆裡。如果手中和檯面上無相同月份的牌，則必須選擇放棄手中的任何一張牌，以開牌的方式放置於檯面上。在配對或放棄牌之後，玩家從旁邊的牌堆抽一張牌，以開牌方式放至置檯面上，如果這張牌和檯面上的牌能夠配對，就必須將配對好的兩張牌收回到自己的點數牌堆中，不然就得放棄這張牌。如果手上的牌或抽出的牌能和檯面兩張以上的牌配對，在這種情況下玩家可以選擇要配對的牌，配對好後收回自己的點數牌堆中。
如果在玩家的回合結束時，其所得點數為3點或3點以上（兩人玩時為7點或7點以上），他就可以選擇喊出Stop結束遊戲並結算他所獲得的點數，也可以喊出Go繼續玩來獲得更多點數。一旦玩家結束這一局，就會結算得分，並開新局。
玩家在喊Stop結束比賽時，之前喊出的Go的次數對最終得分有影響：只喊出一次Go時，玩家最終得分加1；喊出兩次Go時，玩家最終得分加2；喊出三次Go時（Three-go），玩家的最終得分翻倍（部分規則中加3後翻倍）；喊出四次Go時，玩家的最終得分乘以4（部分規則中加4後乘以4）；喊出五次Go的話，玩家的最終得分乘以8（部分規則中加5後乘以8）；依此類推。但如果該玩家喊出Go以後沒有喊Stop，並且沒有其他玩家喊Stop的話，則此局不算分，下一局點數翻倍。
如果某玩家喊了Go以後，另一名玩家喊了Stop的話，則喊過Go的人必須扣除雙倍的點數給喊Stop的人，稱為“Go倍”（韓語：고박，“고 바가지”的省略）。而此時沒有喊過Go的人則不用扣點數。
在每一局結束時，原則上獲得最多點數的玩家就成為新莊家，並開始新的一局。如果三人均用完牌，也沒有人喊Stop的話，這一局不算分，而下一局得分翻倍。另外，與Koi-koi不同，在Go-stop中點數有時候會減少（見“特殊規則”一條），因此玩家在某回合的得分等於或者小於上次喊Go的回合時，無法再次喊Go或Stop。
如果開局時檯面上有同一個月份的4張牌，則此局不算，重開一局。

### 特別牌
9月（菊）的酒杯牌在技術上分類為10點牌，有些規則中可選擇將其作為10點牌還是1點牌，而有些規則中則可同時視作10點與1點的牌來計算。在當1點牌計算時，此牌被視作兩張1點的牌。
11月（桐）的3枚1點牌中其中1枚紅色的1點牌和12月（雨）的1點牌在計算時也被視作兩張1點的牌（韓語：쌍피，雙피）。
此外，Go-stop中經常使用若干枚鬼牌（通常為2枚），在計算時通常也被算作兩張1點牌（有些規則中可算作3張1點牌）。如果在某名玩家手上的牌裡，或者是自己的回合中從牌堆裡翻出了鬼牌，則這張鬼牌歸此玩家所有，而且收回鬼牌後可再從牌堆裡翻出一張牌。如果在最開始發牌時，檯面上有鬼牌的話，則這若干張鬼牌都歸莊家所有。

### 得點組合列表
如果在遊戲中獲得特殊組合的牌，就能獲得點數。由於不同地域的積分法多種多樣，在實際比賽的時候建議先確認當地的比賽規則。以下列出各種牌的特殊組合與得點。
| 組合名稱       | 組合名稱（朝鮮語）             | 說明                               | 點數 | 牌面組合 |
| -------------- | ------------------------------ | ---------------------------------- | ---- | -------- |
| 五光           | 오광(五光)                     | 獲得5張20點牌                      | 15点 |          |
| 四光           | 사광(四光)                     | 獲得的4張20點牌（可包括“雨”）      | 4点  | （1例）  |
| 三光           | 삼광(三光)                     | 獲得除了“雨”以外的3張20點牌        | 3点  | （1例）  |
| 雨三光（雨光） | 비삼광(비三光)或簡稱비광(비光) | 獲得包含“雨”的3張20點牌            | 2点  | （1例）  |
| 五鳥           | 고도리                         | 獲得“梅”，“藤”，“芒”3張10點牌      | 5点  |          |
| 赤短           | 홍단(紅短)                     | 獲得“松”，“梅”，“櫻”的3張5點牌     | 3点  |          |
| 青短           | 청단(靑短)                     | 獲得“牡丹”，“菊”，“紅葉”的3張5點牌 | 3点  |          |
| 草短           | 초단(草短)                     | 獲得“藤”，“菖蒲”，“萩”的3張5點牌   | 3点  |          |
| 種             | 끗                             | 獲得9張10點牌中的任意5張           | 1点  | （1例）  |
| 短             | 띠                             | 獲得10張5點中的任意5張             | 1点  | （1例）  |
| 空             | 피                             | 獲得1點牌中的任意10張              | 1点  | （1例）  |

- “菊”的10點牌較為特殊，一般可選擇將此牌視為10點牌或2張1點牌。此外，“桐”的紅色1點牌和“雨”的1點牌也被視為2張1點牌。
- 得到的“種”，“短”，“空”3種組合中，牌數增加1枚視為點數增加1點（得到1枚上條的3張特殊牌點數增加2點）。
- 有些規則中“四光”與“雨四光”的點數也不同。

如果某玩家手中有同一個月份的4張牌的話，這4張牌作為一個組合，被稱為“總統”（韓語：총통，總統），其點數隨地區不同有5至20點不等。“總統”出現時可以選擇終止遊戲重開一局，也可以繼續遊戲，但必須在遊戲開始前統一規則。

## Go-stop的特殊規則
以下這些規則屬於僅在Go-stop中常用，在其他花札遊戲中很少用到的特殊規則：
- 玩家打出的牌在檯面上有一張同月份的牌，但之後從牌堆裡翻出的牌也屬同一月份時，這3張牌均無法被取走，必須疊在一起留在檯面上（韓語：或싸다）。
  - 第一回合就發生此種情況的玩家可獲得額外3點。
  - 第一回合發生此種情況後，第二回合又發生此種情況的玩家可再獲得額外5點。
  - 在同一局中遭遇三次此種情況（無論是否連續）的玩家直接獲得勝利。此時得分隨各地規則不同而不同。
- 在檯面上有3張同月份的牌時（包括上條的情況），可用此月份剩下的1張牌取走這3張牌，且相應的玩家可以從其他玩家那裡各獲得一張1點牌。此時優先拿1點牌，只有算2點的1點牌時則拿這張2點牌，無任何1點牌時則不拿牌，下同。
- 在檯面上有兩張同月份的牌，某玩家手裡有一張此月份的牌，打出後從牌堆裡翻出的牌也屬同一月份時，這4張牌均歸此玩家，且相應的玩家可以從其他玩家那裡各獲得一張1點牌（韓語：따닥）。
  - 第一回合就發生此種情況的玩家可獲得額外3點。
- “接吻”（韓語：쪽）：某玩家放棄一張牌，打出後從牌堆裡翻出的牌也屬同一月份時，這兩張牌均歸此玩家，且相應的玩家可以從其他玩家那裡各獲得一張1點牌。
  - 第一回合就發生此種情況的玩家可獲得額外3點。
- “一掃光”（韓語：或簡稱쓸）：在檯面上僅有兩張牌，某玩家手裡有可與其中之一配對的牌，打出後從牌堆裡翻出的牌恰好能與另一張牌配對時，這4張牌均歸此玩家，且相應的玩家可以從其他玩家那裡各獲得一張1點牌。
  - 可以與따닥複合，分別從另兩名玩家的點數牌堆裡拿2張1點牌。
- 最後一回合中發生以上這些情況時，不從其他玩家的點數牌堆裡拿1點牌。
- 某些規則中，如果第一回合中某玩家獲得了4張牌，且這4張牌分別為20點牌，10點牌，5點牌和1點牌，則相應的玩家可以獲得額外3點（韓語：백화점，百貨店）。

以下這些規則屬於點數加倍的規則，在朝鮮語中稱作바가지或簡稱박。加倍規則復合時，可使點數變為4倍，8倍甚至更多：
- “炸彈”（韓語：폭탄，爆彈）：某玩家手中有同一月份的3張牌。如果剩下的一張牌在檯面上，則此玩家可以將這3張牌一併打出，然後從牌堆裡再翻出一張牌，將組合得到的牌全部收歸己有。此時相應的玩家可以從其他玩家那裡各獲得一張1點牌，而且若此玩家最終獲勝的話他可以得到加倍的點數。另外，由於打出“炸彈”後手中的牌數少了兩張牌，因此相應的玩家可以在之後任意兩回合中不打出手上的牌，而只翻出牌堆中的1張牌。
  - 另外，若是檯面上有兩張同月份的牌，某玩家手裡也有兩張此月份的牌，亦可以發動“炸彈”，並可以從其他玩家那裡各獲得一張1點牌，但因為少了一張牌，因此可以在之後任意一回合中不打出手上的牌，而只翻出牌堆中的1張牌。
- “搖一搖”（韓語：흔들기）：某玩家手中有同一月份的3張牌，可以選擇不等待出“炸彈”的機會，而是將這3張牌展示在其他玩家面前。雖然此後有可能無法收齊該月份的4張牌，但如果該玩家獲勝的話，他仍然可以獲得加倍的點數。如果某玩家採取兩次此行為（只能是不同月份的牌）且最終取勝的話，他可以獲得4倍的點數。
- “Go倍”：某玩家喊了Go以後，另一名玩家喊了Stop取勝的話，則喊過Go的人必須扣除雙倍的點數給他。
- 勝出的人獲得了10張及以上的1點牌時，獲得不足6枚1點牌（即5枚或5枚以下，2人對局時為不足8枚）的玩家需要扣除加倍的點數給他（韓語：피박）。
- 勝出的人獲得了3張及以上的20點牌時，未獲得20點牌的玩家需要扣除加倍的點數給他（韓語：광박，光박）。因此，如果某玩家得到“五光”組合的話，其他兩名玩家都需要分別扣除15×2=30點，而勝者可得到30×2=60點。
- 勝出的人獲得了7張及以上的10點牌時，其他兩名玩家都需扣除加倍的點數給他（韓語：멍박）。

## 參看條目
- 花札

## 鏈接
- Matgo的Flash game（页面存档备份，存于）